# Nieuwe Kerk (Amersfoort)
De Nieuwe Kerk is een van oorsprong Nederlands Hervormd kerkgebouw, gelegen aan Leusderweg 110 te Amersfoort. Tegenwoordig is het een PKN-kerk.
Het was het tweede Hervormd kerkgebouw in Amersfoort en diende de confessionele modaliteit binnen dit kerkgenootschap. Tegenwoordig is het een wijkgemeente van de Protestantse Gemeente Amersfoort voor de wijken Leusderkwartier en Vermeerkwartier. Nog steeds is er een band met de confessionele modaliteit.
De kerk werd in 1924 in gebruik genomen. Het bakstenen gebouw werd ontworpen door de Amersfoortse architecten Gijs van Hoogevest en H.A. Pothoven. Het is een zaalkerk onder hoog zadeldak, met twee dwarstraveeën die enigszins aan een kruiskerk doen denken. De scheidingsboog voor in het interieur, die de ruimte met een monumentale kansel met klankbord en lezenaar scheidt van de kerkzaal, doet enigszins aan een rooms-katholiek kerkgebouw denken. Het huidige orgel werd in 1977 gebouwd door de firma Flentrop.
Vastgebouwd aan de kerk is een opvallende zware vierkante toren onder tentdak, voorzien van uurwerk en galmgaten.
Het gebouw is geklasseerd als gemeentelijk monument.